# Judo ai XVII Giochi paralimpici estivi
Le gare di judo ai XVII Giochi paralimpici estivi si sono svolte dal 5 al 7 settembre 2024 presso il Grand Palais Éphémère.

## Classificazione
Il judo paralimpico è riservato agli atleti non vedenti (classe J1) e ipovedenti (classe J2).

## Formato
Sono state disputate 16 competizioni (8 maschili e 8 femminili), suddivise in quattro categorie in base al peso corporeo dei partecipanti e, per ciascuna di essa, gli atleti delle due classi J1 e J2 sono stati suddivisi in tornei separati.
Ogni torneo prevedeva una fase preliminare mattutuina a cui faceva seguito la fase a eliminazione diretta (comprensiva delle gare di ripescaggio) nel pomeriggio/sera del medesimo giorno. Sono state assegnate due medaglie di bronzo in tutte le competizioni.

## Calendario
| Judo ai XVII Giochi paralimpici estivi | Judo ai XVII Giochi paralimpici estivi | Judo ai XVII Giochi paralimpici estivi | Judo ai XVII Giochi paralimpici estivi | Judo ai XVII Giochi paralimpici estivi |
| Evento                                 | Categoria                              | Data                                   | Data                                   | Data                                   |
| Evento                                 | Categoria                              | Gio 5                                  | Ven 6                                  | Sab 7                                  |
| -------------------------------------- | -------------------------------------- | -------------------------------------- | -------------------------------------- | -------------------------------------- |
| Uomini                                 | 60 kg                                  | J1 J2                                  |                                        |                                        |
| Uomini                                 | 73 kg                                  |                                        | J1 J2                                  |                                        |
| Uomini                                 | 90 kg                                  |                                        |                                        | J1 J2                                  |
| Uomini                                 | +90 kg                                 |                                        |                                        | J1 J2                                  |
| Donne                                  | 48 kg                                  | J1 J2                                  |                                        |                                        |
| Donne                                  | 57 kg                                  | J1                                     | J2                                     |                                        |
| Donne                                  | 70 kg                                  |                                        | J1 J2                                  |                                        |
| Donne                                  | +70 kg                                 |                                        |                                        | J1 J2                                  |

|  | Finali per medaglia d'oro |

## Podi

### Uomini
| Evento | Classe      | Oro                        | Argento              | Bronzo                  |
| ------ | ----------- | -------------------------- | -------------------- | ----------------------- |
| 60 kg  | J1 dettagli | Abdelkader Bouamer         | Meysam Banitaba      | Marcos Dennis Blanco    |
| 60 kg  | J1 dettagli | Abdelkader Bouamer         | Meysam Banitaba      | Kapil Parmar            |
| 60 kg  | J2 dettagli | Sherzod Namozov            | Zurab Zurabiani      | Ishak Ouldkouider       |
| 60 kg  | J2 dettagli | Sherzod Namozov            | Zurab Zurabiani      | Davyd Khorava           |
| 73 kg  | J1 dettagli | Alexandru Bologa           | Yergali Shamey       | Djibrilo Iafa           |
| 73 kg  | J1 dettagli | Alexandru Bologa           | Yergali Shamey       | Lennart Sass            |
| 73 kg  | J2 dettagli | Yujiro Seto                | Giorgi Kaldani       | Osvaldas Bareikis       |
| 73 kg  | J2 dettagli | Yujiro Seto                | Giorgi Kaldani       | Uchkun Kuranbaev        |
| 90 kg  | J1 dettagli | Arthur Cavalcante da Silva | Daniel Powell        | Cyril Jonard            |
| 90 kg  | J1 dettagli | Arthur Cavalcante da Silva | Daniel Powell        | Oleg Crețul             |
| 90 kg  | J2 dettagli | Oleksandr Nazarenko        | Hélios Latchoumanaya | Davurkhon Karomatov     |
| 90 kg  | J2 dettagli | Oleksandr Nazarenko        | Hélios Latchoumanaya | Marcelo de Azevedo      |
| +90 kg | J1 dettagli | Wilians Silva de Araújo    | Ion Basoc            | Jason Grandry           |
| +90 kg | J1 dettagli | Wilians Silva de Araújo    | Ion Basoc            | Ilham Zakiyev           |
| +90 kg | J2 dettagli | İbrahim Bölükbaşı          | Revaz Chikoidze      | Zhurkamyrza Shukurbekov |
| +90 kg | J2 dettagli | İbrahim Bölükbaşı          | Revaz Chikoidze      | Chris Skelley           |

### Donne
| Evento | Classe      | Oro                   | Argento                    | Bronzo                      |
| ------ | ----------- | --------------------- | -------------------------- | --------------------------- |
| 48 kg  | J1 dettagli | Nataliya Nikolaychyk  | Shizuka Hangai             | Rosicleide Silva de Andrade |
| 48 kg  | J1 dettagli | Nataliya Nikolaychyk  | Shizuka Hangai             | Ecem Taşın                  |
| 48 kg  | J2 dettagli | Akmaral Nauatbek      | Sandrine Martinet          | Li Liqing                   |
| 48 kg  | J2 dettagli | Akmaral Nauatbek      | Sandrine Martinet          | Cahide Eke                  |
| 57 kg  | J1 dettagli | Shi Yijie             | Maria Liana Mutia          | Anzhela Havrysiuk           |
| 57 kg  | J1 dettagli | Shi Yijie             | Maria Liana Mutia          | Paula Gómez                 |
| 57 kg  | J2 dettagli | Junko Hirose          | Kumushkhon Khodjaeva       | Dayana Fedossova            |
| 57 kg  | J2 dettagli | Junko Hirose          | Kumushkhon Khodjaeva       | Marta Arce Payno            |
| 70 kg  | J1 dettagli | Liu Li                | Brenda Freitas             | Nicolina Pernheim           |
| 70 kg  | J1 dettagli | Liu Li                | Brenda Freitas             | Theodora Paschalidou        |
| 70 kg  | J2 dettagli | Alana Maldonado       | Wang Yue                   | Ina Kaldani                 |
| 70 kg  | J2 dettagli | Alana Maldonado       | Wang Yue                   | Kazusa Ogawa                |
| +70 kg | J1 dettagli | Anastasija Harnyk     | Erika Zoaga                | Nazan Akın Güneş            |
| +70 kg | J1 dettagli | Anastasija Harnyk     | Erika Zoaga                | Christella Garcia           |
| +70 kg | J2 dettagli | Rebeca de Souza Silva | Sheyla Hernández Estupiñán | Wang Hongyu                 |
| +70 kg | J2 dettagli | Rebeca de Souza Silva | Sheyla Hernández Estupiñán | Zarina Raifova              |